# Langenweißbach
Langenweißbach è un comune di 2.731 abitanti della Sassonia, in Germania.
Appartiene al circondario (Landkreis) di Zwickau (targa Z).